# Jonathan Erdmann
Jonathan Erdmann (* 12. März 1988 in Potsdam) ist ein deutscher Volleyball- und Beachvolleyballspieler. Nach einigen Erfolgen in der Jugend wurde er 2011 Vize-Europameister und nahm 2012 an den Olympischen Spielen teil. 2013 erreichte er den dritten Platz bei der Weltmeisterschaft. Außerdem wurde er zweimal deutscher Meister und dreimal Vizemeister.

## Karriere Beachvolleyball
Erdmann begann 2004 mit dem Beachvolleyball. Seine ersten Partner, mit denen er bei Nachwuchsturnieren antrat, waren Erik Weber und Marcus Benthien. Mit Stefan Windscheif kam er bei der U18-Europameisterschaft 2004 in Mysłowice und ein Jahr später bei der Weltmeisterschaft der gleichen Altersgruppe jeweils auf den vierten Rang. 2006 gewann Erdmann mit Windscheif die U20-EM in Ankaran und mit Marvin Klass die U19-WM in Bermuda. Außerdem wurde er mit Tilo Backhaus Neunter der U21-WM in Mysłowice. 2007 nahmen Erdmann/Klass in Zagreb erstmals an einem Open-Turnier der FIVB World Tour teil. Bei der U20-EM in Scheveningen belegten sie den fünften Platz. Mit Windscheif erreichte Erdmann bei der U21-WM in Modena den dritten Rang. 2008 folgten der vierte Platz bei der U23-EM in Espinho (mit Windscheif) und der neunte Rang bei der U21-WM in Brighton (mit Klass). 2009 erreichten Erdmann/Windscheif als Neunte in Shanghai und Siebte in Rom erstmals Top-Ten-Ergebnisse auf der World Tour.
Anschließend bildete Erdmann ein neues Duo mit Kay Matysik. Erdmann/Matysik nahmen an der WM 2009 in Stavanger teil, schieden aber als Gruppendritte nach der Vorrunde aus. Im gleichen Jahr spielten sie ihre ersten Grand Slams und wurden Vierte der deutschen Meisterschaft. 2010 erreichten sie in Rom, Stavanger und Klagenfurt jeweils den neunten Platz. Bei der WM 2011 in Stavanger verloren sie ihr erstes Vorrundenspiel gegen die deutschen Konkurrenten Klemperer/Koreng, schafften aber dennoch den Gruppensieg; im Achtelfinale schieden sie mit einem 1:2 gegen die Letten Pļaviņš/Šmēdiņš aus. Auf der World Tour gelang ihnen danach eine Serie von drei neunten Plätzen sowie einem vierten Rang in Stare Jabłonki. Noch erfolgreicher waren sie bei der EM in Kristiansand. Dort besiegten sie nach einer Gruppenphase ohne Satzverlust in der KO-Phase drei niederländische Duos, ehe sie im rein deutschen Finale gegen Julius Brink und Jonas Reckermann unterlagen. Im folgenden Jahr mussten sie sich hingegen bei der EM in Scheveningen im Achtelfinale den Niederländern Boersma/Spijkers geschlagen geben. Auf der World Tour 2012 erreichten sie sechsmal den fünften Platz. Außerdem qualifizierten sie sich für die Olympischen Spiele in London. Nachdem sie über die Lucky-Loser-Runde der Gruppendritten ins Achtelfinale gekommen waren, schieden sie gegen die späteren Finalisten Emanuel/Alison aus. Einen Monat später wurden sie in Timmendorfer Strand durch einen Finalsieg gegen Koreng/Walkenhorst deutscher Meister. 2013 belegten sie beim Grand Slam in Rom den fünften Platz. Bei der WM in Stare Jabłonki schafften sie es ohne Satzverlust bis ins Halbfinale. Nach der Niederlage gegen die Niederländer Brouwer/Meeuwsen sicherten sie sich mit einem Sieg gegen Alison/Emanuel die Bronzemedaille. Bei der Europameisterschaft in Klagenfurt erreichten sie den fünften Platz. Wegen einer Schulterverletzung von Matysik konnten sie ihren Deutschen Meistertitel nicht verteidigen. 2014 hatten Erdmann/Matysik zahlreiche Top-Ten-Platzierungen bei den FIVB Grand Slams und gewannen die nationalen Smart Super Cups in Binz und in Kühlungsborn. Bei der Europameisterschaft in Cagliari landeten sie auf Platz neun. Im August sicherte er sich am Timmendorfer Strand erneut die Deutsche Meisterschaft. Im Finale besiegte er mit seinem Teampartner Kay Matysik im Tiebreak Sebastian Fuchs und Thomas Kaczmarek. Bei der Weltmeisterschaft 2015 in den Niederlanden landeten Erdmann/Matysik auf Platz neun. Nach der verpassten Qualifikation für die Olympischen Spiele 2016 in Rio de Janeiro trennten sich Kay Matysik und Jonathan Erdmann. Seitdem spielte Erdmann mit wechselnden Partnern. Beim Klagenfurt Major wurde er mit Stefan Windscheif Neunter und beim Grand Slam in Long Beach kam er mit Bennet Poniewaz auf den 17. Platz. Bei der deutschen Meisterschaft erreichte er mit Thomas Kaczmarek das Endspiel, das gegen Böckermann/Flüggen verloren ging.

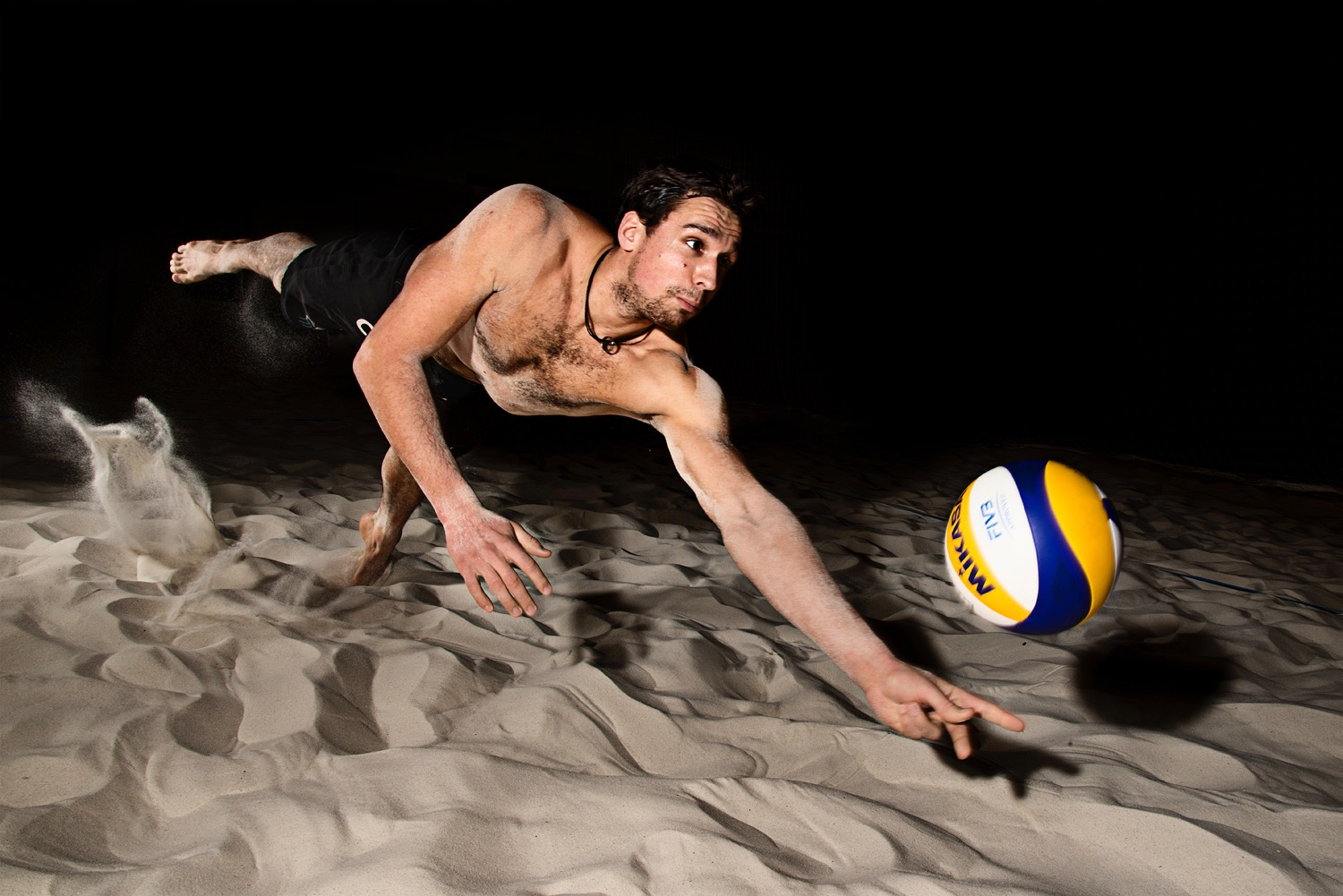
Jonathan Erdmann 2018

2017 spielte Erdmann zusammen mit Armin Dollinger und 2018/19 mit Max Betzien. Beim 3-Sterne-Turnier der World Tour in Tokio und bei der Deutschen Meisterschaft 2018 wurden Erdmann/Betzien jeweils Fünfte. Im Juni 2019 gewannen sie auf der Techniker Beach Tour in Nürnberg. Zuvor hatte Erdmann an der Seite von Jonas Schröder das Turnier in Düsseldorf gewonnen. Mit einer Wildcard startete er bei der Weltmeisterschaft in Hamburg zusammen mit Sven Winter, der auch für den Rest der Saison Erdmanns Partner war. Erdmann/Winter nahmen an einigen Turnieren der FIVB World Tour und an fast allen weiteren Turnieren der Techniker Beach Tour teil, wo sie in Kühlungsborn Zweite wurden. Zum Saisonabschluss wurden sie deutsche Vizemeister in Timmendorfer Strand.
Von 2020 bis 2022 spielte Erdmann mit Theo Timmermann auf der German Beach Tour. Erdmann/Timmermann qualifizierten sich 2021 und 2022 für die deutsche Meisterschaft in Timmendorfer Strand und belegten dabei die Plätze fünf und dreizehn. Seit 2023 spielt Erdmann mit dem Slowenen Nejc Zemljak auf der German Beach Tour. Bei den deutschen Meisterschaften 2023 und 2024 erreichten Erdmann/Zemljak die Plätze neun und vier.

## Karriere Hallenvolleyball
Erdmann begann 1998 bei seinem Heimatverein WSG Potsdam Waldstadt mit dem Volleyball in der Halle. Anschließend spielte er im Nachwuchsteam VC Olympia Berlin, bevor er 2006 vom Bundesliga-Aufsteiger Netzhoppers Königs Wusterhausen verpflichtet wurde. In der Saison 2008/09 erreichte er mit dem Team den vierten Platz in der Bundesliga. 2010/11 war er noch eine Saison beim Zweitligisten SV Lindow-Gransee aktiv. In der Saison 2019/20 spielte er wieder für die Netzhoppers in der Bundesliga. In der Saison 2021/22 spielte Erdmann sporadisch beim Zweitligisten Kieler TV.